# Митрофанов Володимир Іванович
Володи́мир Іва́нович Митрофа́нов (11 квітня 1929, Київ — 24 грудня 1998, там само), український перекладач художньої літератури (головним чином з англійської), член Спілки письменників СРСР.
По закінченні романо-германського факультету (1954 рік) та аспірантури (1957 рік) Київського університету працював редактором, завідувачем редакції видавництва «Молодь», завідувачем редакції перекладної літератури, заступником головного редактора видавництва «Дніпро». З 1978 року — завідувач відділу прози капіталістичних країн журналу «Всесвіт».

## Переклади прози
(переважно з англійської, вийшло майже 40 книжок):
- Ходжа Ахмад Аббас. «Завтра належить нам» (1959)
- Грехем Грін. «Капітан і ворог» (195?)
- Ерскін Колдуелл. «Біля свого порога» (195?)
- Ернест Хемінгуей. «Свято, що завжди з тобою»  (спільно з М. Пінчевським, 196?)
- Пітер Абрахамс. «Загибель Майкла Удомо» (1961, 2 вид. 1967)
- Арна Бонтан, Ленгстон Х'юз. «Діти з гаїті» (1962, 2 вид. «Попо і Фіфіна — діти з Гаїті» — 1977)
- Марк Твен, Чарлз Дадл Уорнер. «Позолочений вік» (спільно з Н. Калачевською, 1963)
- Ерскін Колдуелл. «Лампа горить цілу ніч» (1963)
- Джонатан Свіфт. «Мандри Гуллівера» (1965)
- Чинуа Ачебе. «Втрачений спокій» (1965)
- Роберт Уейд. «Дивовижна історія Мері Стенз» (1966)
- Ернест Хемінгуей. Зб. оповідань «„Сніги Кіліманджаро“ та інші новели» (1968)
- Вільям Айріш. «Строк минає на світанку» (1968)
- Гаррієт Бічер-Стоу. «Хатина дядька Тома» (1969)
- Ернест Хемінгуей. «Весняні води» (1970)
- Трумен Капоте. «З холодним серцем» (1970)
- Реймонд Чандлер. «Олівець» (1971)
- Альва Бессі. «Символ» (1972)
- Пітер Абрахамс «На поклик волі» (1973)
- Ернест Хемінгуей. «Старий і море», «Прощавай, зброє» (1974)
- Ернест Хемінгуей. «Острови в океані» (1976)
- Трумен Капоте. «Лугова арфа», «Сніданок у Тіффані» (1977)
- Ернест Хемінгуей. «За нашого часу», «Чоловіки без жінок» (1979)
- Ернест Хемінгуей. «Переможець нічого не здобуває» (1980)
- Томас Майн Рід. «Вершник без голови» (1983)
- Морріс Уест. «Репортаж» (1982)
- Норман Льюїс. «Сицилійський фахівець» (1984)
- Марк Твен. «Пригоди Тома Соєра» (1986)
- Роберт Пенн Воррен. «Все королівське військо» (1986)
- Джеймс Метью Баррі. «Пітер Пен і Венді» (1987)
- Рей Д. Бредбері. «Найкращий із часів», «Винятково досконале вбивство», «Друг Ніколаса Ніклбі — мій друг», «Одної неминущої весни», «Прощавай, літо», «Кульбабове вино» (1987)
- Рей Д. Бредбері. «Смерть — діло самотнє» (1988)
- Стівен Кінг. «Мертва зона» (1988)
- Ернест Хемінгуей. «Райський сад» (1989)
- Агата Крісті. «Труп у бібліотеці» (198?)
- Грехем Грін. «Монсеньйор Кіхот» (1993)
- Роберт Блох. «Плащ» (1993)
- Абрагам Мерріт. «Ляльки мадам Менділіп» (1993, рос. і укр. мовами)
- Девід Селтцер. «Знамення» (1995)

## Переклади драматургії
(п'єси, поставлені в театрах України):
- Джон Міллінгтон Сінг. «Герой Західного краю» (з англ., 197?)
- Ніл Саймон. «Хочу зніматися в кіно» (з англ. 1994)
- Бертольт Брехт. «Кар'єра Артуро Уї» (з нім., 1978), «Кавказьке крейдяне коло» (з нім., 198?)

## Нагороди
1998 — лауреат літературної премії ім. М. Рильського — «за переклади класиків американської літератури Марка Твена, Е. Гемінґвея, Р. П. Воррена».

## Висловлювання
«Недарма ж кажуть, що справжній художній переклад стає надбанням тієї літератури, мовою якої його здійснено»— Тригуб А. М. Перекладацька стратегія Володимира Митрофанова: мовностилістичний аспект

## Сім'я
Перший шлюб:
- дружина (1954—1968) Васильєва Азана Борисівна (9 лютого 1931 — 23 грудня 2014) — лікар
  - син Васильєв Олександр Володимирович (нар. 20 січня 1955) — музикознавець, радіожурналіст
  - дочка Сидоренко Олена Володимирівна (нар. 24 квітня 1961) — журналіст, редактор телебачення

Другий шлюб:
- дружина (з 1969) Митрофанова (уродж. Ландо) Валентина Яківна (нар. 6 листопада 1944) — редактор, журналіст
  - дочка Митрофанова Галина Володимирівна (нар. 14 січня 1971)